# Myrmeleon validus
Myrmeleon validus är en insektsart som beskrevs av Robert McLachlan 1894.
Myrmeleon validus ingår i släktet Myrmeleon och familjen myrlejonsländor. Inga underarter finns listade i Catalogue of Life.